# María Pérez Piñeiro
María Pérez Piñeiro es una deportista española que compitió en piragüismo en la modalidad de maratón. Ganó una medalla de bronce en el Campeonato Mundial de Piragüismo en Maratón de 2011, y dos medallas de bronce en el Campeonato Europeo de Piragüismo en Maratón en los años 2007 y 2011.

## Palmarés internacional
| Campeonato Mundial | Campeonato Mundial            | Campeonato Mundial | Campeonato Mundial |
| Año                | Lugar                         | Medalla            | Evento             |
| ------------------ | ----------------------------- | ------------------ | ------------------ |
| 2011               | Singapur (Singapur)           | Medalla de bronce  | K2                 |
| Campeonato Europeo |                               |                    |                    |
| Año                | Lugar                         | Medalla            | Evento             |
| 2007               | Saint-Jean-de-Losne (Francia) | Medalla de bronce  | K2                 |
| 2011               | Trenčín (Eslovaquia)          | Medalla de bronce  | K2                 |